# 테르니도
테르니도(이탈리아어: Provincia di Terni)은 이탈리아 중부 움브리아주를 이루고 있는 작은 두 개의 도 중 하나이며, 주의 전체 인구와 영역의 3분의 1를 이루고 있다. 도청 소재지는 테르니이다. 원래는 하나로 구성된 움브리아도이었으나 1927년에 분리된 이후 지금까지 지속되고 있다.
33개의 코무네가 존재한다.
2006년 6월 기준으로, 인구 수가 만명이 넘는 코무네는 테르니, 오르비에토, 나르니, 아멜리아가 유일하다.

## 역사
기원전 제2천년기에 테르니도는 아메리카, 나르니아나하르스, 오트리쿨룸, 인테람나나하르스 등의 도시들을 세운 움브리족이라고 불리는 사람들이 지배하였다. 에트루리아 문명이 발전하면서, 움브리족들의 영역은 계곡 쪽으로 축소되었다. 테르니도에서 가장 중요하고 부유했던 도시는 오르비에토와 파눔볼툼나르나에(Fanum Voltumnae)라고 정체 불명의 도시였다. 이시기에 움브리족들과 에트루리아족들은 로마인들이 기원전 299년에 움브리아를 침공하던 때까지 티베리강의 소유권을 놓고 서로 치열하게 싸움을 벌였다.